# نيكولاس كيج (كاتب)
نيكولاس كيج (بالإنجليزية: Nicholas Gage)‏ (باليونانية: Νίκος Γκατζογιάννης)‏ هو صحفي وكاتب وكاتب سيناريو أمريكي ويوناني، ولد في 23 يوليو 1939 في إبيروس في اليونان.

## وصلات خارجية
- نيكولاس كيج على موقع IMDb (الإنجليزية)
- نيكولاس كيج على موقع قاعدة بيانات الفيلم (الإنجليزية)